# 渑池南站
渑池南站位于中华人民共和国河南省三门峡市渑池县，是徐兰客运专线中段郑西客运专线上的一个三等客运站，主要承担义马市、渑池县来往旅客运输任务。

## 设施
渑池南站建筑面积4793平方米。车站分为候车大厅、生活区和办公区三部分，候车大厅位于中间，面积1290平方米，可同时容纳300人候车。车站设正线2条、到发线2条。

## 历史
- 2008年12月，新渑池站(渑池南站)开工建设。
- 2010年2月6日，渑池南站随郑西客运专线开通运营。